# Katsutoshi Naitō
Katsutoshi Naitō (japonès: 内藤克俊)  (Hiroshima, 25 de febrer de 1895 - 27 de setembre de 1969) va ser un lluitador japonès que va competir durant la dècada de 1920. Combinà la lluita lliure i la lluita grecoromana.
Naito quedà orfe de ben petit i fou acollit per a seva germana gran que vivia a Taiwan. Va estudiar a l'Institut Municipal de Jianguo de Taipei i posteriorment a la Universitat de Kagoshima. Després va viatjar als Estats Units, on va estudiar a la Universitat Estatal de Pennsilvània, especialitzant-se en horticultura. Bon lluitador de judo, Naito s'incorporà a l'equip de lluita de la universitat i aviat es va convertir en el seu capità, amb el sobrenom de "Tiger Naito". Eren anys d'un creixent sentiment anti-japonès als Estats Units, i la Llei d'immigració de 1924, també coneguda com la Llei d'exclusió asiàtica, va ser impossible que Naito representés a l'equip en competicions internacionals.
Això li va obrir les portes a participar en els Jocs Olímpics de París de 1924 representant el seu país. En ells guanyà la medalla de bronze en la competició del pes ploma del programa de lluita, rere els estatunidencs Robin Reed i Chester Newton. Aquesta va ser l'única medalla japonesa en aquells Jocs. En aquests mateixos Jocs disputà la prova del pes ploma de lluita grecoromana, on fou eliminat en quarta ronda.
Després d'aquest èxit Naito va tornar al Japó, on celebrà diversos seminaris sobre la lluita lliure a l'estil occidental i va ensenyar lluita als instructors de l'Acadèmia Militar de Toyama de l'exèrcit imperial japonès. La Universitat de Kagoshima va fundar un club de lluita, però amb el pas dels anys la lluita es va eclipsar al Japó en favor del tradicional judo.
Naito va viure durant un temps a Taiwan i finalment va emigrar, amb la seva família, al Brasil el 1928, on acabà sent un respectable i exitós home de negocis.